# Adrian Gheorghiu (fotbalist)
A nu se confunda cu politicianul Adrian Gheorghiu!
Adrian Gheorghiu (n. 30 noiembrie 1981, Roman, Neamț, România) este un jucător de fotbal român care evoluează la clubul Ceahlăul Piatra Neamț. El ocupă postul de mijlocaș stânga. A mai jucat la echipele Petrolul Moinești și FCM Bacău.

## Titluri
| Sezon | Club      | Titlu               |
| ----- | --------- | ------------------- |
| 2008  | FC Vaslui | Cupa UEFA Intertoto |